# Bahnstrecke Algorta–Fray Bentos
| Bahnhof Fray Bentos (2013) |                      |                                 |                                 |
| Streckenlänge: | 140 km               |                                 |                                 |
| Spurweite: | 1435 mm (Normalspur) |                                 |                                 |
| Streckengeschwindigkeit: | 25 km/h              |                                 |                                 |
| |                      |                                 |                                 |
| \| \| \| von Montevideo \| \| \| \| 409,0 \| Algorta \| Algorta \| \| \| \| nach Salto \| \| \| \| 428,7 \| Menafra \| Menafra \| \| \| 450,3 \| Young \| Young \| \| \| 476,6 \| Bellaco \| Bellaco \| \| \| 482,2 \| \| \| \| \| 504,1 \| Haedo \| Haedo \| \| \| 525,5 \| Ombucitos von und nach Mercedes \| Ombucitos von und nach Mercedes \| \| \| 535,1 \| Liebig`s \| Liebig`s \| \| \| 549,6 \| Fray Bentos \| Fray Bentos \| |                      |                                 |                                 |
| Strecke |                      | von Montevideo                  | von Montevideo                  |
| Dienststation / Betriebs- oder Güterbahnhof | 409,0                | Algorta                         | Algorta                         |
| Abzweig ehemals geradeaus und nach rechts |                      | nach Salto                      | nach Salto                      |
| Bahnhof (Strecke außer Betrieb) | 428,7                | Menafra                         | Menafra                         |
| Bahnhof (Strecke außer Betrieb) | 450,3                | Young                           | Young                           |
| Bahnhof (Strecke außer Betrieb) | 476,6                | Bellaco                         | Bellaco                         |
| Haltepunkt / Haltestelle (Strecke außer Betrieb) | 482,2                |                                 |                                 |
| Bahnhof (Strecke außer Betrieb) | 504,1                | Haedo                           | Haedo                           |
| Abzweig geradeaus, nach links und von links (Strecke außer Betrieb) | 525,5                | Ombucitos von und nach Mercedes | Ombucitos von und nach Mercedes |
| Haltepunkt / Haltestelle (Strecke außer Betrieb) | 535,1                | Liebig`s                        | Liebig`s                        |
| Kopfbahnhof Streckenende (Strecke außer Betrieb) | 549,6                | Fray Bentos                     | Fray Bentos                     |

Die Bahnstrecke Algorta–Fray Bentos ist eine Eisenbahnstrecke in Uruguay. Sie zweigt in Algorta von der Bahnstrecke Chamberlain–Salto ab und verläuft südwestlich bis Bellaco entlang der Ruta 25 und anschließend bis Fray Bentos entlang der Ruta 24. Die Strecke ist nicht elektrifiziert und eingleisig. Die Kilometrierung bezieht sich auf Montevideo. Die Strecke diente besonders dem Güterverkehr. Sie  befand sich praktisch vollständig im Departamento Río Negro.

## Geschichte
Die Midland Uruguay Railway weihte die Bahnstrecke von Algorta nach Fray Bentos am 17. August 1911 ein. Seit 1952 betreibt die AFE die Strecke. Von 1977 bis 2002 wurde eine Verbindung nach Mercedes (Bahnstrecke 25 de Agosto–Ombucitos) genutzt. Im Jahr 2010 wurde der Eisenbahnbetrieb eingestellt. Mitte der 2010er Jahre wurde die Bahnstrecke Algorta–Fray Bentos erfolglos zur Ertüchtigung, alternativ als öffentlich-private Partnerschaft, ausgeschrieben. Im November 2022 berichtet das Verkehrsministerium über private Interessenten an der Bahnstrecke. Die vorgesehene Geschwindigkeit betrug 25 km/h und die maximale Achslast lag bei 14 Tonnen. Nach einer Sanierung sind bis zu 40 km/h und 18 Tonnen Achslast vorgesehen. 
Im März 2006 überfuhr eine Lokomotive in Young mehrere Menschen bei Fernsehaufnahmen des Senders „Canal10“ für eine Wohltätigkeitsveranstaltung. Es gab mindestens acht Tote und viele Schwerverletzte (zum Beispiel mit Gliedmaßenamputationen).

## Bahnhof Fray Bentos
Der Endbahnhof Fray Bentos befindet sich im Norden der Stadt in Hafennähe. Das Bahngelände einschließlich dem Haus des Bahnhofsvorstehers, Stellwerk, Lager, der Drehscheibe und dem Lokschuppen steht seit 2014 unter Denkmalschutz.